# Princes Ice Hockey Club
Les Princes Ice Hockey Club étaient  un club anglais de hockey sur glace basé à Londres dans le quartier de Knightsbridge. Il est considéré comme le premier club de hockey sur glace fondé en Angleterre.

## Historique
Le club déménage dans le Queen's en 1930 et participe l'année suivante à la première saison de la Ligue anglaise. En 1932 ils fusionnèrent avec le Queen's Ice Hockey Club.

## Palmarès
- Championnat d'Angleterre
  - Champion :1899, 1900, 1901, 1905, 1906, 1908, 1909, 1912, 1914

- Tournoi international de Berlin
  - Vainqueur : 1908

- Tournoi international des Avants
  - Vainqueur : 1914